# Mali Air
Mali Air ist ein österreichisches Bedarfs- und Charterflugunternehmen mit Sitz in Möderbrugg und der Heimatbasis am Flughafen Graz. Sie fliegt, je nach Kundenwunsch, beliebige Ziele innerhalb und außerhalb Europas an. Erreichbare Flugziele können beispielsweise in Island, Marokko, Nordafrika, dem vorderen Orient und Russland liegen.

## Geschichte
Im Jahr 1994 kaufte der Gründer, Karl-Heinz Mali, eine zweimotorige Cessna 340A und betrieb ein kleines Luftfahrtunternehmen mit einer Vermietungsbewilligung. Die Cessna 340 wurde in Graz stationiert. Das Geschäft entwickelte sich und aufbauend auf das Vermietungsunternehmen wurde im Jahr 1997 die Mali Air Luftverkehr Ges.m.b.H mit einer Beförderungsbewilligung gegründet. In den Jahren 1997–1999 hatte die Mali Air hauptsächlich Flüge von Graz nach Osteuropa. Zusätzlich zu diesen Flügen brachte 1999 eine Vereinbarung mit einem Autoproduzenten viele Flüge nach Westeuropa. Ab dem Jahr 2000 betrieb die Mali Air als Halter eine zweimotorige Piper Aerostar. Die Mali Air bekam weiters eine Cessna 421 und eine King Air in Halterschaft. Nach Beendigung des Betriebs von Flugzeugen als Halter wurde im Jahr 2005 die Citation ISP gekauft, im Jahr 2008 eine Eclipse 500 und im Jahr 2016 eine Eclipse 550.

## Business-Flotte
Mit Stand Juli 2022 besteht die Flotte der Mali Air aus sechs Geschäftsflugzeugen (Halterschaft):
- 1 Cessna 340A
- 2 Cessna Citation I/SP CE-501
- 2 Eclipse 500
- 1 Cessna CitationJet CE-525

### Ehemalige Flugzeugtypen
- 1 Eclipse 550 (laut Webseite noch im Betrieb)[2]

## Schulflugzeug-Flotte

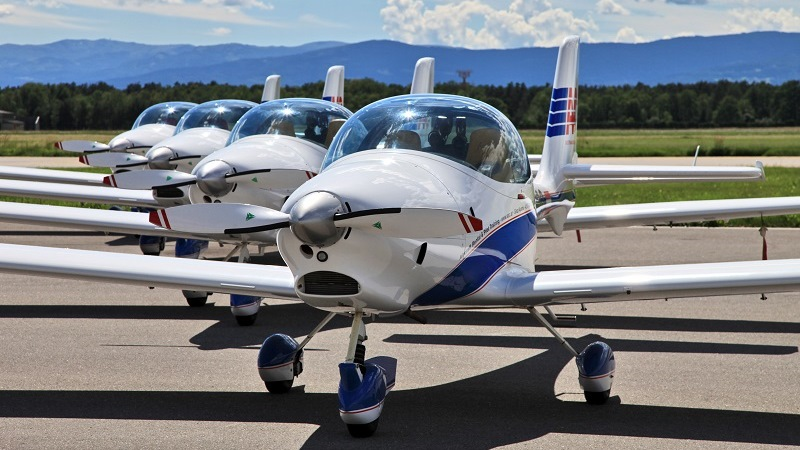
Aquilas der AAT auf dem Apron am Flughafen Graz (LOWG)

Mit 2017 wurde die Austrian Aviation Training GmbH von Mali Air aus der vormaligen AAC übernommen. Damit wurde auch die Flotte der Schulflugzeuge (diese sind mit 2019 noch AAC gebrandet) mit übernommen. Diese besteht mit Stand Mai 2018 aus acht Flugzeugen und einem Simulator:
- 1 Diamond DA42 Simulator
- 2 Diamond DA42
- 1 Diamond DA 40
- 4 Aquila A210
- 1 Cessna 172